# Stadion Miejski Hutnik Kraków

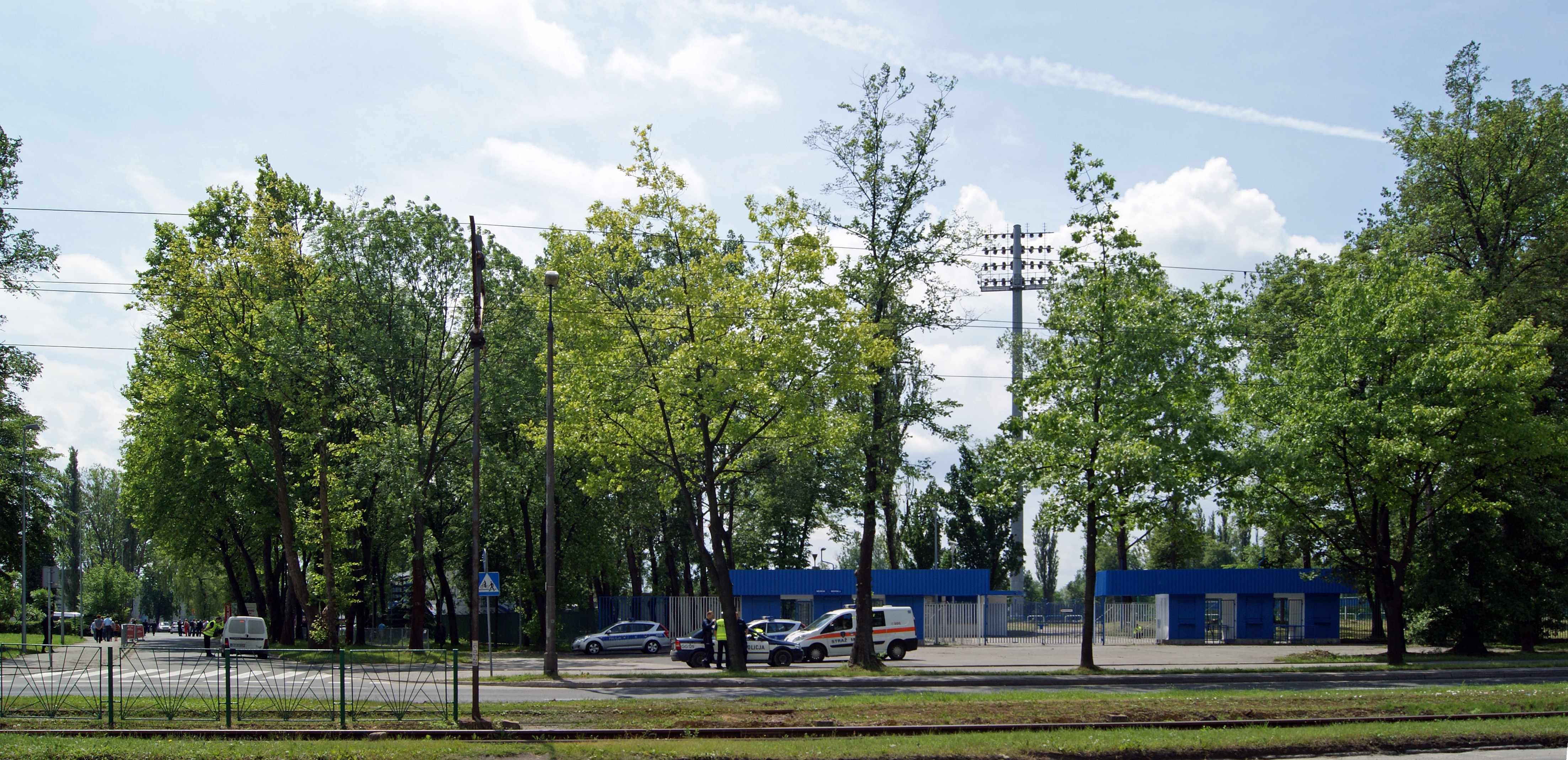
Jedna z bram wejściowych na stadion.

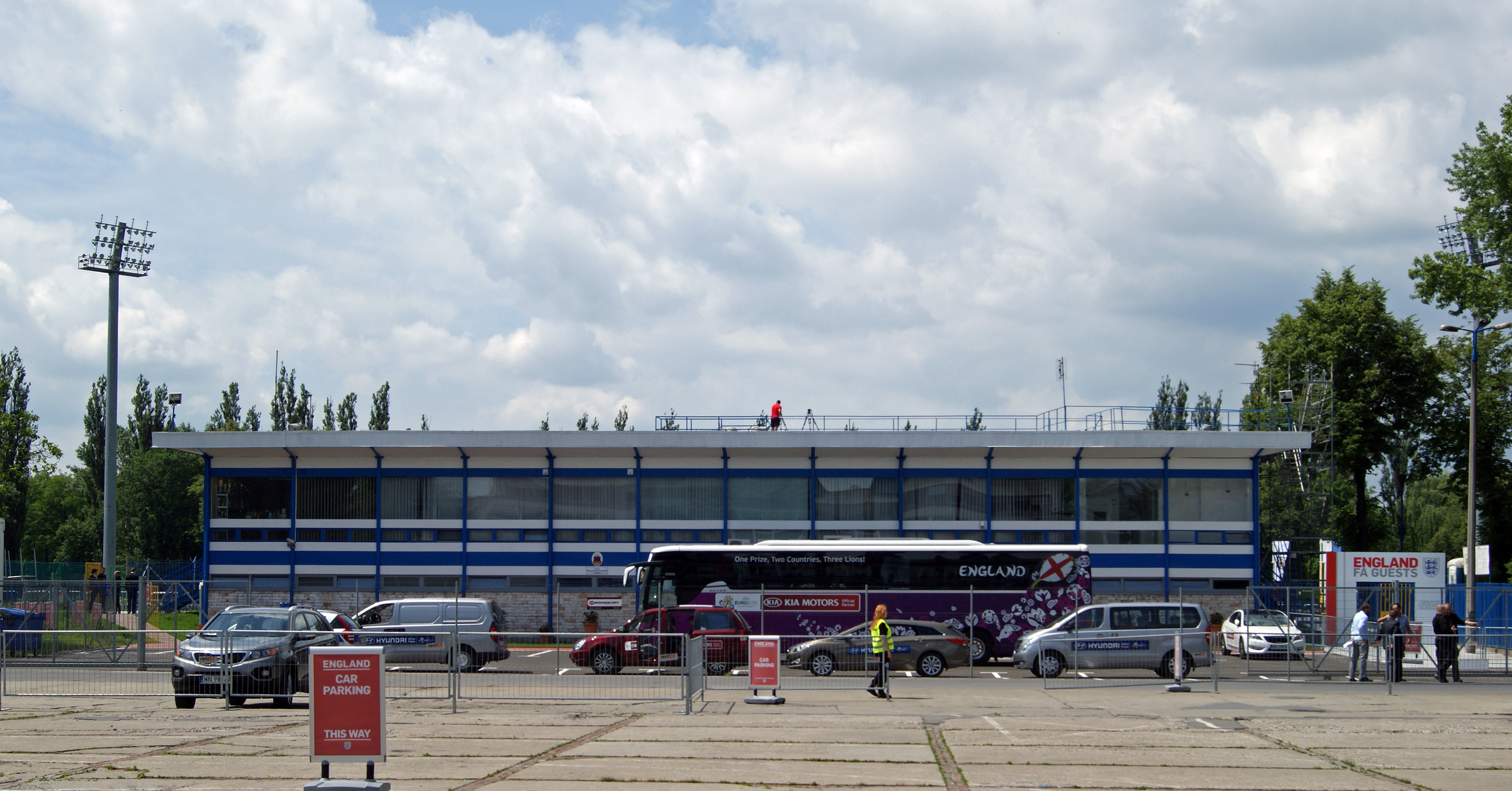
Panorama trybuny głównej w czerwcu 2012 r.

Stadion Miejski Hutnik Kraków – kompleks sportowy wraz ze stadionem piłkarskim w Krakowie (w dzielnicy XVIII Nowa Huta, na osiedlu Mogiła) przy ul. Tadeusza Ptaszyckiego 4, stanowiący własność miasta Kraków i administrowany przez Zarząd Infrastruktury Sportowej w Krakowie. Domowy obiekt Hutnika Kraków. Zwyczajowo nazywany Stadionem Suche Stawy lub Stadionem na Suchych Stawach. 30 maja 2012 Rada Miasta Krakowa podjęła uchwałę w sprawie nadania kompleksowi sportowemu i stadionowi nazwy Stadion Miejski Hutnik Kraków.

## Historia
Stadion usytuowany jest za wschodnim murem Opactwa Cystersów w Mogile. Potoczna nazwa tego miejsca – Suche Stawy – pochodzi z czasów, gdy tuż za murami klasztoru istniały stawy rybne własności mogilskich cystersów. Funkcjonowały one nieprzerwanie do czasu przejęcia przez państwo gruntów zakonu, z przeznaczeniem pod budowę kombinatu przemysłowego wraz z miastem Nowa Huta. W drugiej połowie lat 40. XX wieku cały teren osuszono.
Pierwsze boisko sportowe w tym miejscu wybudowano w 1953 r., na nieruchomościach należących do PGR Lubocza, a jego wykonawcami byli zawodnicy Stali Nowa Huta oraz pracownicy huty. Oficjalnie otwarto je 1 maja 1953 towarzyskim meczem piłkarskim Stali Nowa Huta z LZS Czyżyny, zakończonym remisem 1:1. W czterech kolejnych latach dobudowano bieżnię lekkoatletyczną, ziemną trybunę z drewnianymi ławkami, a poza koroną obiektu również boiska do siatkówki i koszykówki. Cały kompleks uroczyście zainaugurowano 12 maja 1957 towarzyskim spotkaniem piłkarskim Hutnika z Vorwärts Berlin (0:2). W 1978 r. obiekt rozbudowano w związku z organizacją w Małopolsce i na Górnym Śląsku XXXI Międzynarodowego Turnieju Juniorów UEFA 1978 (12 maja 1978 na stadionie Hutnika rozegrano mecz półfinałowy Jugosławia – Szkocja). Wybudowano wówczas betonowe trybuny, budynek klubowy i zegar. Kolejne przebudowy i gruntowne remonty stadion przeszedł dopiero w XXI wieku. Zamontowano plastikowe krzesełka, system podgrzewania murawy, sztuczne oświetlenie oraz częściowo zadaszono trybuny. W 2009 r. wyremontowano trybuny, a także zainstalowano sztuczne oświetlenie o natężeniu 1400 luksów (przeniesione ze starego stadionu Cracovii i zainaugurowane 14 listopada 2009), przystosowując obiekt do wymogów ekstraklasy na potrzeby Cracovii oraz Wisły, które na Suchych Stawach okresowo rozgrywały domowe spotkania na czas budowy własnych stadionów. Do kolejnej znaczącej przebudowy doszło na przełomie 2011 r. i 2012 r. we współpracy z angielską federacją piłkarską (The Football Association). Na mocy zawartego porozumienia, Zarząd Infrastruktury Sportowej w Krakowie - kosztem 650 tys. złotych - wyremontował szatnie, budynki klubowe i trybunę główną, zaś The Football Association za 150 tys. euro sfinansowała nową murawę głównego boiska piłkarskiego na potrzeby reprezentacji Anglii trenującej tutaj podczas Mistrzostw Europy 2012. Na skutek protestów mogilskiego Opactwa Cystersów oraz głównego architekta Krakowa, w grudniu 2016 r. zdemontowano wszystkie cztery maszty oświetleniowe. W związku z wywalczeniem awansu przez drużynę Hutnika do II ligi, w październiku 2020 r. kosztem 1,9 mln złotych wyremontowano trybunę główną oraz wybudowano prowizoryczną trybunę zachodnią, dzięki czemu stadion posiada 1669 miejsc siedzących.
Na stadionie Suche Stawy oficjalne spotkania międzypaństwowe rozgrywały męskie reprezentacje Polski: w piłce nożnej (4 maja 1994 towarzyski z Węgrami) i w rugby. Obiekt gościł również lekkoatletów oraz kolarzy. Rozegrano na nim derbowy mecz ekstraklasy, pomiędzy Cracovią (w roli gospodarza), a Wisłą.
W skład kompleksu sportowego Suche Stawy wchodzą: trzy trawiaste boiska treningowe, boisko ze sztuczną nawierzchnią i oświetleniem, hala widowiskowo-sportowa, korty tenisowe oraz nieczynne lodowisko. Od 2008 r. obok niego zlokalizowane jest Centrum Rozwoju Com-Com Zone Nowa Huta o powierzchni 13 000 m², przystosowane dla potrzeb osób niepełnosprawnych, posiadające: pełnowymiarowe boisko piłkarskie (100 m x 70 m) z naturalną murawą trawiastą; pełnowymiarowe boisko piłkarskie (96 m x 58 m) ze sztuczną nawierzchnią, oświetleniem i z dwoma szatniami; boisko typu „Orlik” (51 m x 36 m) ze sztuczną nawierzchnią (zimą zadaszone ogrzewaną powłoką pneumatyczną) i z pięcioma szatniami; małe boisko treningowe (50 m x 25 m) z naturalną murawą trawiastą; asfaltowe boiska wielofunkcyjne; wielofunkcyjną halę sportową (40 m x 20 m) z trybunami o pojemności 300 miejsc siedzących, węzłem sanitarnym, siedmioma szatniami, siłownią, czterema salami treningowymi, sauną, gabinetem fizjoterapeutycznym i restauracją; 6-torowy kryty basen pływacki (25 m x 12,5 m) o głębokości: 1,2 m–1,8 m, z windą dla osób niepełnosprawnych i trybunami; ściankę wspinaczkową oraz rampę. Placówka łączy funkcje sportowe, terapeutyczne i wychowawcze.

## Ważniejsze wydarzenia
Treść tego artykułu może nie być zgodna z zasadami neutralnego punktu widzenia.
Dokładniejsze informacje o tym, co należy poprawić, być może znajdują się w dyskusji tego artykułu.
 Po wyeliminowaniu niedoskonałości należy usunąć szablon [[Szablon:Dopracować|]] z tego artykułu.

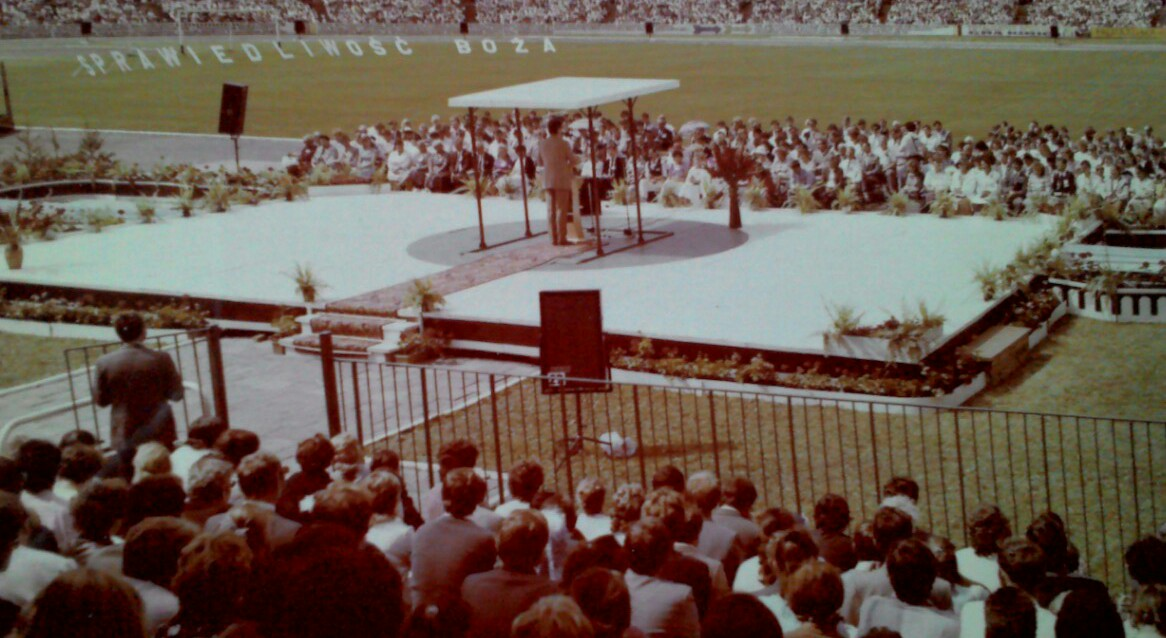
Kongres Świadków Jehowy ph. „Sprawiedliwość Boża” (5–7 sierpnia 1988)

- Pierwszy mecz piłkarski na Suchych Stawach: Stal Nowa Huta – LZS Czyżyny 1:1 (1 maja 1953)[1]
- Oficjalne otwarcie stadionu: Hutnik – Vorwärts Berlin 0:2 (12 maja 1957)[1]
- Mecz rugby Polska – RFN 3:11 (27 października 1958)[1]
- Mecz półfinałowy XXXI Międzynarodowego Turnieju Juniorów UEFA 1978 Jugosławia – Szkocja 2:2 k. 4:2 (12 maja 1978)
- Na stadionie wylądował helikopter z Janem Pawłem II (czerwiec 1979)
- Spotkanie krakowian z delegacją WZZ Wybrzeża m.in. Andrzej Gwiazda, Anna Walentynowicz, Lech Wałęsa (18 października 1980)[1]
- Mecz reprezentacji narodowej: Polska – Algieria 5:1 (3:0) (19 listopada 1980)
- Kongres Świadków Jehowy ph. „Sprawiedliwość Boża” (5–7 sierpnia 1988)[8]
- Mecz reprezentacji narodowej: Polska – Węgry 3:2 (0:1) (4 maja 1994)
- Występy Hutnika Kraków w eliminacjach Pucharu UEFA (sezon 1996/97)
- Mecze Hutnika Kraków w ekstraklasie (lata 1990–1997)
- Msza święta po śmierci Jana Pawła II z udziałem kibiców Hutnika, Wisły i Cracovii – przed meczem Hutnik – Kmita 1:0 (9 kwietnia 2005)
- Pierwszy mecz przy sztucznym oświetleniu Hutnik – Czarni Połaniec 2:0 (listopad 2009)
- Mecz z okazji 60-lecia Nowej Huty: Hutnik – Sheffield F.C. 3:1 (1:0) (2009)
- Mecze Cracovii i Wisły jako gospodarze w sezonie Ekstraklasy i Pucharu Polski w sezonie (2009/2010)
- Mecze Wisły Kraków w II i III rundzie eliminacji do Ligi Europejskiej (sezon 2010/2011)
- Mecz Hutnik – 1. FC Magdeburg z okazji 60-lecia KS Hutnik (2010)
- Mecz rugby Polska – Holandia 32:18 (16 kwietnia 2011)
- Mecze Garbarni Kraków w II lidze w sezonie 2011/2012.
- Treningi piłkarskiej reprezentacji Anglii podczas Euro 2012 w Polsce i na Ukrainie